# Joey Ambrose
Joey Ambrose (* 23. März 1934 in Philadelphia, Pennsylvania als Joseph d’Ambrosio; † 9. August 2021 in Nevada) war ein US-amerikanischer Saxophonist.
Joey Ambrose war zwischen 1954 und 1955 Saxophonist bei Bill Haley’s Comets. Er spielte das Saxophon unter anderem auf dem Welthit Rock Around the Clock. Von 1955 bis 1959 war er zusammen mit Marshall Lytle und Dick Richards Mitglied bei The Jodimars. Nach der Auflösung der Jodimars arbeitete er im Caesars Palace in Las Vegas.
1987 gründete Ambrose mit den ehemaligen Comets-Mitgliedern Johnny Grande, Franny Beecher, Dick Richards und Marshall Lytle die Bill Haley’s Original Comets neu, nahm neue Alben auf und war bis ins hohe Alter mit der Band gelegentlich auf Tour.

## Diskografie
- 1993: We’re Gonna Party, mit Bill Haley’s Original Comets
- 1994: You’re Never to Old to Rock, mit Bill Haley’s Comets
- 1998: The House Is Rocking, mit The Comets
- 1998: Number One Hit Record!, mit Deke Dickerson & The Ecco-Fonics
- 1999: More Million $eller$,  mit Deke Dickerson & The Ecco-Fonics